# Mildred Ávila Vera
Mildred Concepción Ávila Vera (Izamal, Yucatán; 5 de diciembre de 1965) es una política mexicana, miembro del partido Movimiento Regeneración Nacional (Morena) y con anterioridad del Partido Revolucionario Institucional. Ha sido en dos ocasiones diputada al Congreso de Quintana Roo por el Distrito N.°13 y fue diputada federal para el periodo de 2018 a 2021. Actualmente es Diputada por tercera ocasión al Congreso de Quintana Roo por el Distrito N.°5 con cabecera en Cancún.

## Reseña biográfica
Mildred Ávila Vera es licenciada en Educación Primaria y tiene estudios de diplomados en Certificación de Género y en Derechos Humanos de la Mujer. Ejerció su profesión como directora del Centro Educativo Cardín.
Inició su actividad política como delegada del Instituto Quintanarroense de la Mujer y fue regidora del ayuntamiento del municipio de Benito Juárez, del que también ejerció como síndica entre 1993 y 1995.
En 1997 fue postulada como candidata del PRI a diputada a la VIII Legislatura del Congreso del Estado de Quintana Roo por el Distrito XIII con cabecera en Cancún, concluyendo su encargo en 1999; repitió por segunda ocasión como candidata y diputada por el mismo distrito, pero a la X Legislatura de 2002 a 2005, durante este mismo periodo fue además presidenta del Organismo Político de la Mujer del PRI.
En 2016, durante el tramo final de la administración del gobernador Roberto Borge Angulo fue coordinadora Zona Norte en la Subsecretaría de Educación y Cultura de Quintana Roo.
En 2018 renunció a la militancia en el PRI y se afilió a Morena, que la postuló como candidata a diputada federal como parte de la coalición Juntos Haremos Historia por el Distrito 3 de Quintana Roo; fue electa a la LXIV Legislatura que ejerció de 2018 a 2021. En la Cámara de Diputados fue secretaria de la comisión de Desarrollo Social; e integrante de la comisión de Educación; y de la comisión de Igualdad de Género.